# چراغ‌کوسه دم‌کوتاه
چراغ‌کوسه دم‌کوتاه (نام علمی: Etmopterus brachyurus) نام یک گونه از راسته خاردارکوسه‌سانان است.